# Hermann Bergmeister
Hermann Bergmeister (* 7. Juli 1869 in Bregenz; † 20. Oktober 1938 in Graz) war ein österreichischer Maler, Illustrator, Lithograf und Radierer sowie Regierungsrat, Fachinspektor und Professor am Städtischen Mädchengymnasium Graz.

## Leben
Bergmeister studierte ab 1887 an der Akademie der bildenden Künste Wien bei Julius Schmid, Julius Victor Berger und August Eisenmenger. Nach dem Studium war er hauptsächlich als Pädagoge tätig. Er wurde 1894 als Professor und Direktor an das Städtische Mädchengymnasium in Graz berufen. Neben Ölbildern von Landschaften und Figuralkompositionen schuf er Radierungen und Buchillustrationen. Er war ordentliches Mitglied der Genossenschaft Bildender Künstler Steiermarks und wurde dort 1913 und erneut 1923 und 1927 in den Vorstand gewählt. Er war seit der Gründung der Genossenschaft im Jahr 1899 bis zu seinem Tod im Oktober 1938 mit dieser Vereinigung verbunden. Er wurde 1891 mit der Füger-Medaille, 1912 mit der Medaille der Stadt Graz, 1913 mit dem Staatspreis für Grafik, 1933 mit der goldenen Staatsmedaille und 1934 mit dem Staatspreis für Malerei ausgezeichnet.

## Werke (Auswahl)

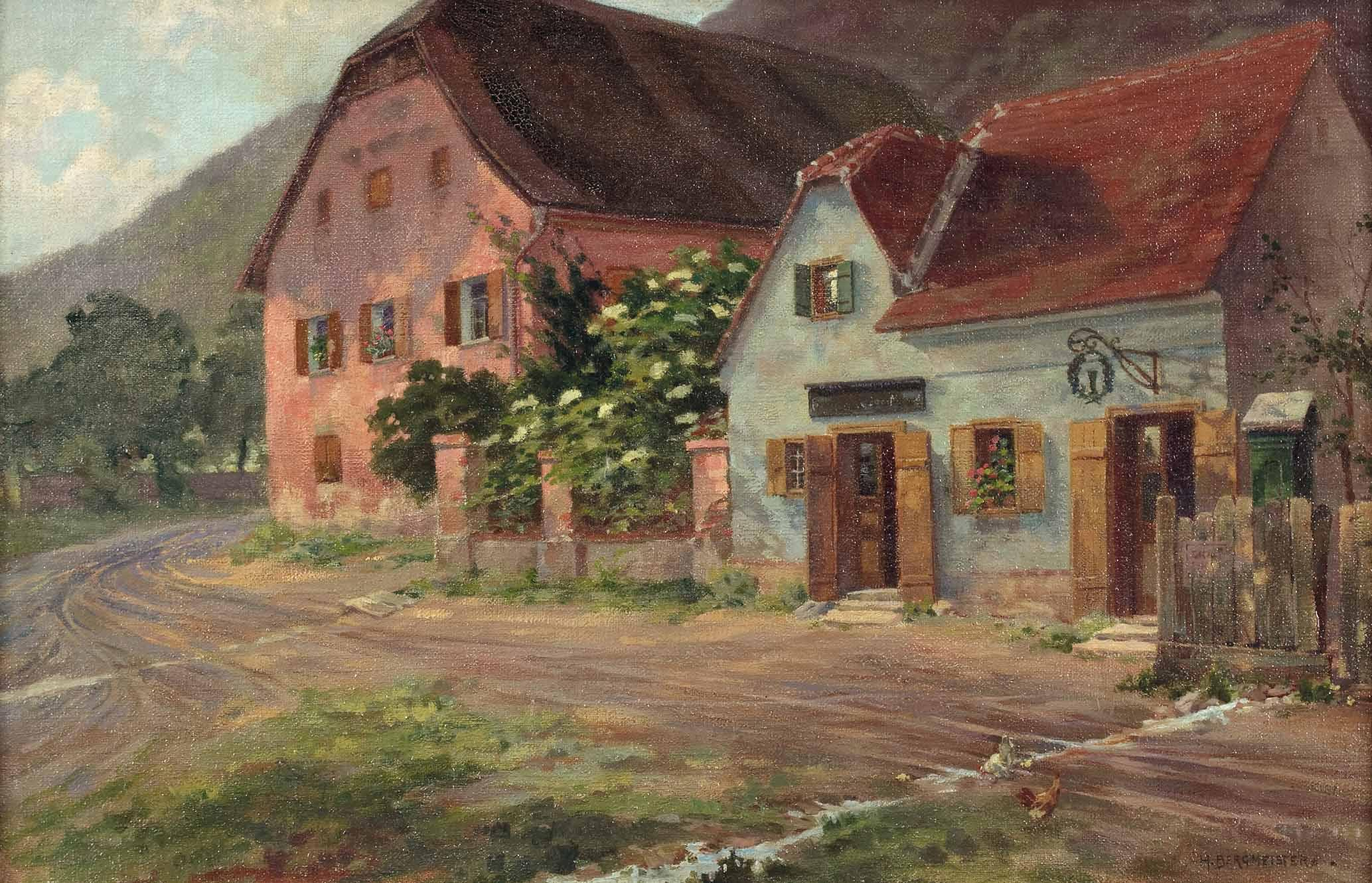
Heuriger am Land

- Die alte Brücke (Ölgemälde)
- Die Neugierigen (Lithografie)

Illustrationen
- Vom Fels zum Meer (archive.org, archive.org, archive.org)
- Leipziger Illustrirte Zeitung
- Das Buch für Alle
- Jugend